# Trio Live
Trio Live — концертный альбом трио американского джазового композитора и музыканта Сэма Риверза, вышедший в 1998 году.

## Об альбоме
Пьесы, звучащие на данном переиздании были записаны в 1973 году, изначально они были рассеяны по нескольким разным релизам, пока наконец не были сгруппированы на двойном виниле под общим названием «The Live Trio Sessions» (плюс восьмиминутный материал, не вошедший на диск).

## Список композиций
1. Hues of Melanin (Soprano Saxophone, Flute and Vocal Sections) (34:08)
2. Hues of Melanin (Ivory Black — The Piano Section) (4:12)
3. Hues of Melanin (Violet — The Tenor Saxophone Section) (5:39)
4. Suite for Molde — Part One (Onyx & Topaz — The Soprano Saxophone and Flute Sections) (8:01)
5. Suite for Molde — Part Two (The Tenor Saxophone Section) (11:15)

- Композиции 1-3 записаны 10 ноября 1973 на Battel Chapel, Yale University, New Haven, Connecticut
- Композиции 4-5 записаны 3 августа 1973 на Molde Jazz Festival, Molde, Norway

## Участники записи
- Сэм Риверз — Саксофон (сопрано и тенор), Флейта, Фортепьяно
- Арлид Андерсен — Бас (треки: 4, 5) , Сесил МакБи (треки: с 1 по 3)
- Барри Алтчул — Ударные

Сведение
- Ал Смит Мл.  (треки: 1)
- Бэйкер Бигсби (треки: со 2 по 5)
- Эд Мичелл (треки: со 2 по 5)
- Майкл Коскьюна (треки: 1)
- Эд Мичелл — Продюсер
- Майкл Коскьюна —  Продюсер переизданной версии